# Adelio Fiore
Adelio Fiore (Foligno, 22 febbraio 1920 – ...) è stato un calciatore italiano, di ruolo centrocampista.

## Carriera
Ha iniziato la carriera nel Foligno, squadra della sua città natale, con cui ha giocato in Serie C dal 1938 al 1943 con un intermezzo di una stagione sempre in terza serie all'Aviosicula; nella stagione 1945-1946 e nella stagione 1946-1947, ha giocato nel Siracusa, con cui ha giocato 28 partite nel campionato di Serie B, dopo aver giocato nuovamente al Foligno in Serie C nell'anno precedente. Ha giocato nella serie cadetta anche nella stagione 1947-1948 con il Prato, scendendo in campo in 20 occasioni senza mai segnare. Nella stagione 1948-1949 gioca 5 partite in Serie C con la Maceratese, mentre l'anno seguente torna in Umbria per vestire la maglia della Nestor Marsciano in Promozione. Si ritira nel 1952 dopo aver giocato per altri due anni in Promozione, prima nella Fratelli Canonichetti Assisi e successivamente nel Foligno, squadra con cui aveva esordito ad inizio carriera.

## Partigiano
Durante la Seconda guerra mondiale operò a partire dal 1943 come partigiano nella brigata Goffredo Mameli del battaglione Garibaldi nell'area di Nocera Umbra.